# Ibn Hani ibn Sa'dun
Muḥammad ibn Hānī ibn Saˁdūn (c. Sevilla, 927-972) fue un poeta andalusí, posteriormente panegirista oficial del califa fatimí Almuˁizz, conquistador de Egipto y fundador de El Cairo. 

## Biografía
Nació en Sevilla en el 927. Su formación fue dirigida por su padre, y tuvo como maestro a Ibn Masarrah. Más tarde estudió Filología y Filosofía en la ciudad hispalense, en la renombrada Casa de la Ciencia (dār al-ˁilm). Predicó el chiismo (rama del Islam perseguida en ese tiempo por los omeyas en Al-Ándalus) en la cora de Elvira (actual provincia de Granada).
Destacó como lírico en el Califato de Córdoba por el atrevimiento de su poesía, pues practicaba sobre todo el género del autoelogio o jactancia (fajr), enorgulleciéndose de su homosexualidad y su adscripción a la rama chií, lo que le valió la animadversión de los alfaquíes (o jurisperitos de la Ley Islámica) sevillanos.
Además de ser conocido por su osadía, su poesía contiene una gran calidad intrínseca, pues conjugó las corrientes clásicas de la tradición beduina (siguiendo fundamentalmente a Al-Mutanabbī, de quien heredó una dicción trascendente, de gran brillantez léxica y arraigada en la tradición) con las modernistas de Abū Tammām, Ibn Al-Rūmī y Al-Buḥturī, quienes influyeron decisivamente en su estilo.
Debido a que los califas omeyas de Al-Ándalus temían al poderoso califato chií fatimí de Ifrīqiyāh (que ocupó todo el norte de África con la reciente conquista de Egipto, a cuya cabeza fundaron El Cairo como capital), consideraban el chiismo como una gran amenaza, y los chiíes andalusíes, entre ellos Ibn Saˁdūn, tuvieron que partir al exilio.
Sin embargo, su carrera como poeta fue recompensada, pues sus versos gozaron del aprecio del califa fatimí Ma'ad al-Muizz Li-Dinillah, que lo nombró su poeta oficial. Allí cultivó el panegírico de exaltación de Almuˁizz y la sátira despiadada dirigida tanto contra los omeyas andalusíes como contra los abasíes de Oriente Medio.